# Андер
Андер (нем. Andeer) — коммуна в Швейцарии, в кантоне Граубюнден.
Входит в состав региона Виамала (до 2015 года входила в округ Хинтеррайн). 
Население на 31 декабря 2006 года составляло 720 человек. В 2009 году в состав коммуны Андер вошли бывшие коммуны Клугин и Пинья.
Официальный код  —  3701.